# Grevillea shuttleworthiana
Grevillea shuttleworthiana är en tvåhjärtbladig växtart. Grevillea shuttleworthiana ingår i släktet Grevillea och familjen Proteaceae.

## Underarter
Arten delas in i följande underarter:
- G. s. canarina
- G. s. obovata
- G. s. shuttleworthiana